# Bärenbach (Hunsrück)
Bärenbach település Németországban, Rajna-vidék-Pfalz tartományban. Lakosainak száma 452 fő (2023. december 31.). Bärenbach Schwarzen és Sohren községekkel határos.

## Népesség
A település népességének változása:
| Lakosok száma | 345  | 441  | 454  | 471  | 468  | 452  |
|               | 1975 | 2017 | 2019 | 2021 | 2022 | 2023 |